# Temnitzquell
Temnitzquell est une commune allemande de l'arrondissement de Prignitz-de-l'Est-Ruppin, Land de Brandebourg.

## Géographie
La commune comprend les quartiers de Katerbow, Netzeband, Rägelin.
Le quartier de Katerbow se situe au bord du lac de Katerbow qui appartient au plateau des lacs mecklembourgeois.

## Histoire
La commune est née le 30 décembre 1997 de la fusion des communes de Katerbow, Netzeband et Rägelin.